# Mohammed Bakhati
Mohammed Bakhati – egipski piłkarz, reprezentant kraju. Podczas kariery występował na pozycji pomocnika.

## Kariera klubowa
Podczas kariery piłkarskiej występował w klubie Zamalek SC.

## Kariera reprezentacyjna
Mohammed Bakhati występował w reprezentacji Egiptu w latach trzydziestych. W 1934 roku uczestniczył w mistrzostwach świata. Na mundialu we Włoszech był rezerwowym i nie wystąpił w żadnym spotkaniu.